# Omloop Het Volk 1956
L'Omloop Het Volk 1956, dodicesima edizione della corsa, si svolse l'11 marzo per un percorso di 227 km, con partenza ed arrivo a Gent. Fu vinto dal belga Ernest Sterckx della squadra Avenir davanti ai connazionali Briek Schotte e Leopold Schaeken. Per Sterckx si trattò della terza vittoria in questa competizione, dopo i successi nelle edizioni del 1952 e del 1953.

## Ordine d'arrivo (Top 10)
| Pos. | Corridore        | Squadra        | Tempo    |
| ---- | ---------------- | -------------- | -------- |
| 1    | Ernest Sterckx   | L'Avenir       | 6h04'00" |
| 2    | Briek Schotte    | Faema-Guerra   | s.t.     |
| 3    | Leopold Schaeken | Plume Sport    | a 26"    |
| 4    | Roger Decock     | Faema-Guerra   | s.t.     |
| 5    | Wim van Est      | Faema-Guerra   | s.t.     |
| 6    | Marcel Rijckaert | Dossche Sport  | s.t.     |
| 7    | Raymond Impanis  | Elve-Peugeot   | s.t.     |
| 8    | Rik Van Looy     | Faema-Guerra   | s.t.     |
| 9    | Roger De Corte   | Groene Leeuw   | s.t.     |
| 10   | Jozef De Feyter  | Libertas-Huret | s.t.     |